# Puntas de Valentín
Puntas de Valentín ist eine Ortschaft in Uruguay.

## Geographie
Sie befindet sich im südlichen Teil des Departamento Salto in dessen 4. Sektor etwa 30 Kilometer nördlich der Grenze zum Nachbardepartamento Paysandú. Am östlichen Rand Punta de Valentíns führt der in Süd-Nord-Richtung fließende Arroyo Valentín Grande vorbei. Einige Kilometer östlich der Ortschaft verläuft der Arroyo de las Cañas.

## Einwohner
Die Einwohnerzahl Puntas de Valentíns beträgt 171 (Stand: 2011), davon 91 männliche und 80 weibliche.
| Jahr | Einwohner |
| ---- | --------- |
| 1963 | -         |
| 1975 | -         |
| 1985 | -         |
| 1996 | 96        |
| 2004 | 203       |
| 2011 | 171       |

Quelle: Instituto Nacional de Estadística de Uruguay